# 坪村経営高等学校
坪村経営高等学校（ピョンチョンけいえいこうとうがっこう、평촌경영고등학교）は、大韓民国京畿道安養市に所在する公立の高等学校。
1994年に設立された。坪村情報産業高等学校、1992年に開校し、2012年京畿道教育庁により経営分野専門の高校に選定されて坪村経営高等学校に名前を変えた。

## 沿革
- 1994年2月28日 :  坪村情報産業高等学校の開校 （36学級設立)
- 1994年3月1日 :  第1代 Hong gi, Lee 先生 校長に赴任
- 1997年6月13日 :  体育館（正心館）竣工
- 1998年9月1日 :  第2代 Hak geun, Kwak 先生 校長に赴任
- 2001年9月14日 :  学則の変更（経営情報科、情報処理科、観光経営科、商業デザイン科）
- 2002年3月1日 :  第3代 Junggi, Hong 先生 校長に赴任
- 2003年9月26日 :  学則の変更（経営情報 科、インターネット情報科、観光経営科、デジタルデザイン科）
- 2004年3月1日 :  第4代 Hak ju, Lee 先生 校長に赴任
- 2004年12月20日 :  磁器室、美術室、製菓製パン室竣工
- 2008年3月1日 :  第5代 Heung hwan, Kim 先生 校長に赴任
- 2010年5月31日 :  学則の変更 (会計金融科、情報コンテンチュ科、観光経営科、デジタルデザイン科)
- 2012年2月9日 :  京畿道教育庁により経営分野専門の高校に選ばれ、坪村経営高校に校名変更
- 2014年3月1日 :  学則の変更 (会計金融科,観光経営科スマートコンテンチュ科)

## 設置学科
2014年を基準に坪村経営高校の開設学科では、次のものがある。
- スマートコンテンツ科 (現 1グレード)
- 会計金融経営科 (現 1,2,3グレード)
- 観光経営科 (現 1グレード)
- 航空観光経営科 (現 2,3グレード)
- ソフトウェア経営科 (現 2,3グレード)
- 広告デザイン経営科 (現 2,3グレード)

## リンク
- 公式ページ